# Ettore D'Amore
Ettore D'Amore (Otranto, 17 giugno 1909 – Orgosolo, 11 settembre 1959) è stato un militare italiano, Maresciallo Capo dell'Arma dei Carabinieri, insignito di Medaglia d'oro al valor militare alla memoria.
Volontario nell'Aeronautica dal 1927 come allievo armiere, frequentò la Scuola per specializzati a Capua e fu poi assegnato all'aeroporto di Centocelle a Roma. Congedato come primo aviere nel marzo 1929, nel maggio dello stesso anno entrò nell'Arma dei Carabinieri. Servì nelle legioni del Lazio e di Livorno fino al congedo nel 1933. Richiamato nel 1935 per le esigenze in Africa Orientale, fu inviato alla legione di Bari e nel febbraio 1936 partì per la Somalia con la 4ª sezione autocarrata mobilitata dei Carabinieri. Combatté nell’Ogaden durante la campagna etiopica, prestò servizio nei gruppi di Harar e Addis Abeba, e infine nella banda speciale dei Carabinieri e Zaptiè, dove fu promosso per meriti di guerra.
Nel giugno 1940 rientrò ad Addis Abeba e fu catturato dal nemico nel maggio 1941 durante le operazioni in Africa Orientale. Tornò in Italia nel gennaio 1945 e partecipò alle operazioni di guerra nella Penisola con il nucleo autonomo dei Carabinieri, associato all'8ª Armata britannica. Dopo aver frequentato il corso per allievi sottufficiali a Firenze, fu promosso vicebrigadiere nel marzo 1941, brigadiere nel marzo 1943, e maresciallo d'alloggio capo nel 1949. Trasferito dalla legione di Bologna a quella di Cagliari nel maggio 1950, servì presso il V battaglione, a Galtelli e Villa Grande. Nell’ottobre 1954 divenne comandante della stazione di Orgosolo, dove portò a termine incarichi difficili e rischiosi, ricevendo tre encomi solenni.
Alla sua memoria sono intitolate le caserme sedi della Compagnia di Taranto e delle Stazioni di Orgosolo e Taranto centro.
Altre decorazioni: Croce di guerra al Valore Militare (Gunu-Gadu, aprile 1936); appuntato per meriti di guerra (Bulga, agosto 1939).